# Åby, Nora
Åby är en by i Nora socken, Heby kommun.
Åby omtalas första gången i markgäldsförteckningen 1312 med fem skattskyldiga (in haby, 1357 in villa sødræaby, 1366 j aby). Under 1500-talet fanns här fem mantal skatte. I anslutning till byn finns två järnåldersgravfält. Förledet på bynamnet syftar på Åbybäcken, som rinner genom byn. Gården Gullsmyra är avsöndrad från Åby i samband med storskifte 1785. Mossbo, dokumenterat redan 1377 fungerade under medeltiden som en självständig gård, men kom aldrig att räknas så i jordeboken och brukades gemensamt med Åby. 1612 skiftar två grannar i Åby så att den ena tar över alla utjordarna i Mossbo och flyttar dit, medan den andra tar över Mossbo.
Åby hade sina fäbodar vid Fäbodkärrsfäbodvallen.
Bland övriga 